# Fahrwerk
Als Fahrwerk bezeichnet man die Gesamtheit aller Teile eines Land- oder Luftfahrzeugs, die eine Verbindung des Fahrgestells über die Räder oder Raupenketten zu Fahrbahn, Schienen oder Rollbahn herstellen. Eine Sonderstellung haben die Kriech- und Schreitwerke im Erdbau und im Tagebau.

## Radfahrwerke

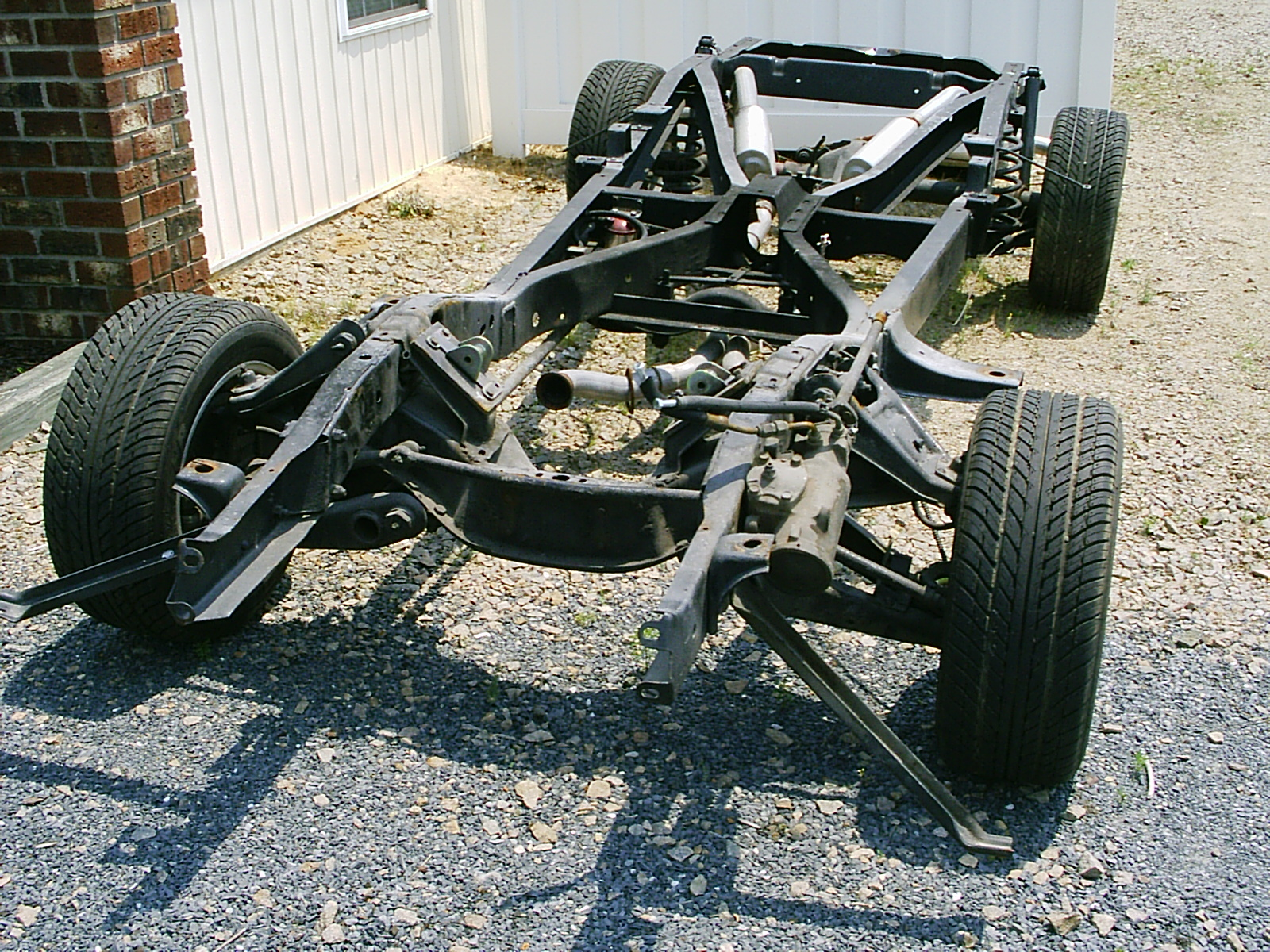
Automobil-Fahrgestell mit Fahrwerk und einigen wenigen Teilen des Aufbaus (z. B. Auspuff-Teile)

### Straßenfahrzeuge
Neben Antrieb und Fahrzeugaufbau ist das Fahrwerk ein Hauptbestandteil des Automobils. Es besteht aus Rädern, Radträgern, Radlagern, Bremse, Radaufhängung, Fahrschemel, Federung inkl. Stabilisator, Dämpfung und Lenkung.
Die selbsttragende Karosserie eines PKW ist sowohl Fahrgestell als auch Großteil des Fahrzeugaufbaus.

#### Räder
Das Rad, eigentlich die Rad-Reifen-Kombination, besteht aus Reifen und einer Felge. Das Rad stellt den gesamten Körper dar, bestehend aus Felge und Radscheibe (Radschüssel) bzw. Radstern oder Radspeichen mit Nabenteil. Die Felge dient zur Aufnahme des Reifens. Radscheibe, Radstern oder Speichen mit Nabenteil dienen zur zentrischen Befestigung des Rades an der Radnabe. Komplettrad ist der Begriff für das komplette Rad (Reifen, Rad und Ventil). In der Praxis werden die Begriffe Felge und Rad oft verwechselt.
Die Räder sind der Kontaktpunkt zwischen Fahrwerk und Straße. Sie haben damit wesentlichen Einfluss auf die Fahrdynamik. Sie gehören zu den ungefederten Massen des Fahrzeugs und sollten daher möglichst leicht sein. Durch die wechselnden Belastungen werden hohe Anforderungen hinsichtlich der Festigkeit der Räder und der Abnutzung der Reifen gestellt. Die Reifen müssen bei jedem Wetter und unterschiedlichen Fahrbahnbelägen möglichst eine schlupffreie Verbindung zur Straße herstellen. Den sicheren Kontakt der Räder mit der Straße gewährleistet die Radaufhängung.

#### Radaufhängung
Als Radaufhängung bezeichnet man alle Bauteile zur beweglichen Verbindung zwischen den Rädern und dem Fahrgestell oder der selbsttragenden Karosserie. Sie übertragen Lenk-, Brems- und alle Beschleunigungskräfte. Die Radaufhängung ist bei einem Fahrzeug mit Rahmenbauweise direkt am Rahmen befestigt. An Fahrzeugen mit selbsttragender Karosserie werden häufig sogenannte Fahrschemel eingesetzt, um die Teile der Radaufhängung mit der Karosserie zu verbinden.

#### Lenkung
Durch die Lenkeinrichtung lässt sich ein nicht schienengebundenes Fahrzeug in eine gewollte Richtung steuern. Die Räder nehmen bei jedem Lenkeinschlag eine durch die Fahrwerksgeometrie bestimmte Stellung zueinander ein.
Das Lenktrapez ermöglicht unterschiedliche Einschlagwinkel (Spurwinkel) der Vorderräder, wobei das kurveninnere Rad stärker eingeschlagen wird als das kurvenäußere.

#### Bremse
Das Fahrwerk hat Verzögerungskräfte möglichst schlupfarm auf die Fahrbahn zu übertragen. Verzögerungskräfte bereitzustellen übernimmt die Radbremse bzw. die Betriebsbremse. Betriebsbremsen sind alle Bauteile einer Bremse, die unter direktem Einfluss des Fahrers zum Verringern der Fahrgeschwindigkeit, zum sicheren Anhalten und zum Halten der Geschwindigkeit dienen. Sie sind am Fahrwerk montiert und wirken direkt auf die Räder. Sonderbauformen können jedoch auch über eine Antriebswelle auf die Räder wirken.

### Fahrwerksparameter

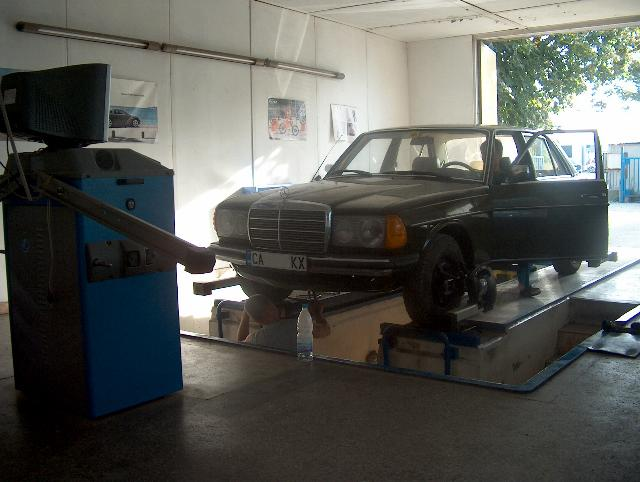
PKW bei der Fahrwerkseinstellung

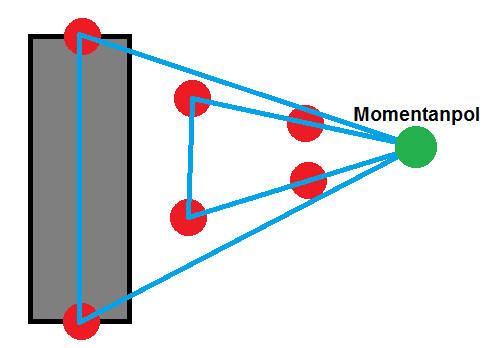
Momentanpol einer Doppelquerlenker-Radaufhängung

Die fahrdynamischen Eigenschaften der Radaufhängung sind von der Fahrwerksgeometrie, der Massenverteilung und den Kraftkennlinien abhängig. Folgende, teilweise veränderliche Kenngrößen sind maßgebend:

#### Radsturz
Der Radsturz ist die Neigung eines Rades, nämlich die Abweichung von der senkrechten Stellung. Die Abweichung nennt man Sturzwinkel. Ist das Rad nach außen geneigt (so, als wolle es nach außen umfallen) ist der Sturz positiv, ein nach innen geneigtes Rad hat negativen Sturz.

#### Spur
Die Spur beziehungsweise der Spurwinkel ist der Winkel zwischen der Längsachse des Fahrzeugs, projiziert auf die Fahrbahn, und der Schnittlinie zwischen Radmittelebene und Fahrbahnebene.
Vorspur bedeutet, dass die Räder bei Geradeausfahrt beziehungsweise in Lenkmittelstellung nicht genau parallel stehen, sondern in Fahrtrichtung einen spitzen Winkel bilden. Das verbessert den Geradeauslauf. Zuviel Vorspur kann jedoch zu vorzeitigem Reifenverschleiß führen. Heute werden frontangetriebene Fahrzeuge in der Regel mit leichter Nachspur eingestellt, damit sich unter Antriebskräften etwa parallele Radstellungen ergeben. An der Hinterachse wird Vorspur zur Verbesserung der Fahrstabilität eingesetzt. Bei Hinterradantrieb können beide Achsen eine leichte Vorspur aufweisen.
Herausfordernd bei der Spureinstellung ist die Tatsache, dass Spiel in den Teilen der Lenkungsübertragung zu erheblich verfälschten Messergebnissen führen kann. Die tatsächliche Radstellung bei Fahrt unter Einwirkung von Rollwiderstand, Antriebs- und Bremskräften ist dann eine erheblich andere als am Messplatz. Man bedient sich daher unterschiedlicher Hilfsmittel wie Druckstangen etc., um die Verhältnisse bei Fahrt zu simulieren.
Die Gesamtspur ergibt sich aus der Längendifferenz zwischen dem vorderen und hinteren Abstand der Räder einer Achse. Gemessen wird dabei an den Felgeninnenkanten (Felgenhörner) in Höhe der Radmitte. Ist der Abstand an der Radvorderseite kleiner als an der Radhinterseite, handelt es sich um Vorspur, teilweise auch aus Plusspur bezeichnet. Ist der Abstand dagegen hinten kleiner als vorne, ist die Vorspur negativ. In diesem Fall spricht man von einer Nachspur oder Minusspur.
Die Einzelspur der einzelnen Räder muss jedoch ebenfalls bestimmt werden, da sie bei korrekter Gesamtspur nicht zwangsläufig stimmen muss. Sie wird bezogen auf den Winkel eines Rades zur geometrischen Fahrachse beziehungsweise zur Fahrzeuglängsmittelebene gemessen. Bei korrekter Einstellung entspricht sie an jedem Rad der Hälfte der Gesamtspur.
Früher wurde die Vorspur in mm angegeben. Für die Umrechnung in Winkelminuten gibt es abhängig von der Felgengröße entsprechende Umrechnungstafeln.

#### Schrägfederung
Der Schrägfederungswinkel ist der Winkel gegen die Vertikale, unter dem sich der Radmittelpunkt beim Einfedern nach hinten bewegt. Durch den Schrägfederungswinkel ändert sich geringfügig der Radstand.

#### Nachlauf (Nachlaufstrecke)
Der Nachlauf bzw. die Nachlaufstrecke ist der Abstand zwischen Spurpunkt und Radaufstandspunkt in einer Ansicht seitlich auf das Rad.

#### Lenkrollhalbmesser/Lenkrollradius
Der Lenkrollradius ist der senkrechte Abstand zwischen dem Durchstoßpunkt der Spreizachse (Lenkdrehachse) durch die Fahrbahn und der Schnittlinie zwischen Radmittelebene und Fahrbahnebene. Liegt der Durchstoßpunkt weiter außen als der Radaufstandspunkt, ist der Wert negativ.

#### Federweg
Der Weg, den ein Rad zwischen ausgefederter und eingefederter Stellung zurücklegt, heißt Federweg. Dabei wird senkrecht zur Fahrbahn in Konstruktionslage gemessen.

#### Federkennlinie
Die Federkennlinie für gleichseitige und wechselseitige Federung wird in einem Diagramm Radlast über dem Federweg dargestellt.

#### Eigenschwingungszahl
Die Eigenschwingungszahl ist von Federkonstante und Masse eines federnden Systems abhängig. Sie wird in einem Diagramm dargestellt und sollte möglichst konstant sein, das heißt, sie soll sich bei Beladung wenig ändern. Dies lässt sich mit einer progressiven Federkennlinie annähern.

#### Dämpfungsvermögen
In Kraft-Geschwindigkeits-Diagrammen wird die Dämpferkraft als Funktion der Kolbengeschwindigkeit dargestellt.

#### Momentanpol, Momentanzentrum oder Wankzentrum
Der Momentanpol ist bei einer Doppelquerlenkerradaufhängung vereinfacht betrachtet der Schnittpunkt beider Lenkermittellinien einer Achsseite. Werden von den Momentanpolen beider Seiten Geraden durch die Radaufstandspunkte gezogen, so erhält man das Rollzentrum. Beide ändern ihre Lage bei Federbewegungen des Fahrwerks. Beide sind entscheidend für die Fahrstabilität und müssen bei der Konstruktion berücksichtigt werden.

#### Wankachse
Die Wankachse ist die Verbindungslinie der Rollzentren von Vorder- und Hinterachse.

#### Verwandte Themen
Das Einspurmodell ist ein vereinfachtes Modell der Querdynamik von zweispurigen luftbereiften Fahrzeugen.

### Flugzeug

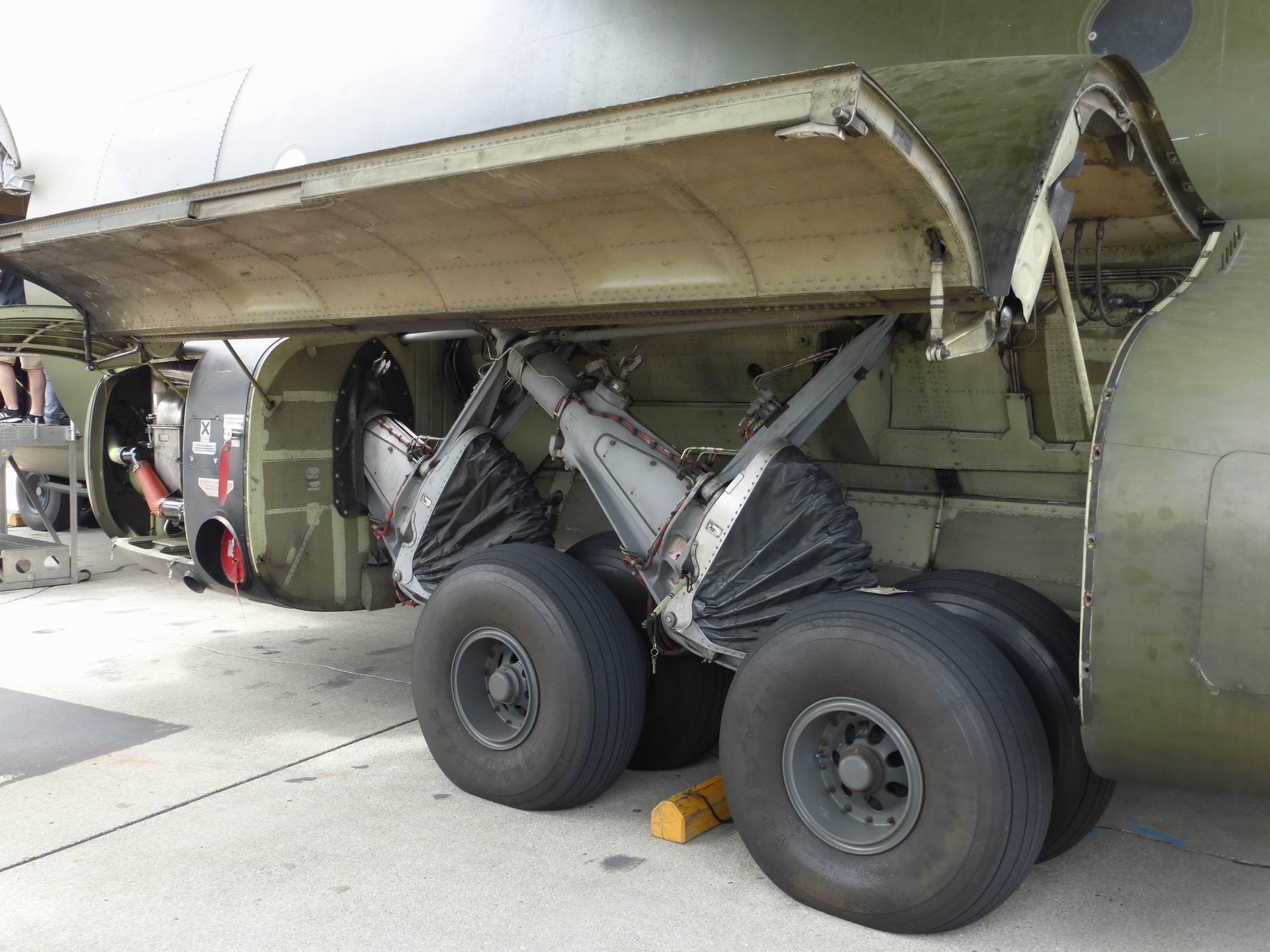
Linkes Hauptfahrwerk einer C-160 Transall

Bei Flugzeugen dient das Fahrwerk zum Rollen (englisch: taxi), Starten und Landen sowie zum Bewegen des Fluggerätes am Boden (z. B. Hubschrauber). In letzterem Fall muss das Fluggerät nicht unbedingt von den eigenen Triebwerken angetrieben werden, sondern kann auch geschleppt oder rückwärts geschoben werden (Pushback).
Bei den meisten größeren Flugzeugen wird das Fahrwerk beim Start nach dem Abheben eingefahren (Einziehfahrwerk), um den Luftwiderstand zu verringern. Es wird erst vor der Landung wieder ausgefahren. Seit 2009 wird ein Bodenfahrwerk erforscht, welches es ermöglichen soll, Flugzeuge ohne eigenes Fahrwerk zu betreiben.

### Fördermaschinen und Baustelleneinrichtungen
Flurförderzeuge können mit Radfahrwerken ausgestattet werden.

## Schienenfahrwerk

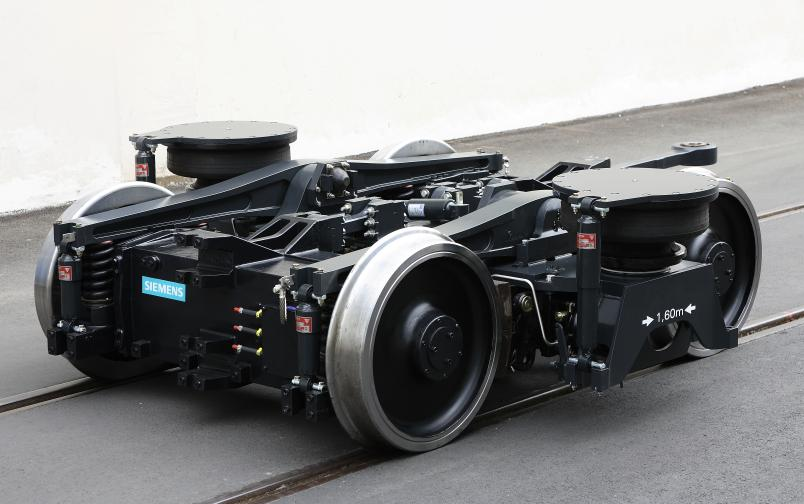
Triebdrehgestell von Syntegra mit innengelagerten Radsätzen

Bei Schienenfahrzeugen übernimmt das Fahrwerk (hier in der Regel Laufwerk genannt) die Führung des Fahrzeuges im Gleis und überträgt die auftretenden Kräfte. Zum Beispiel haben Fördermaschinen und Baustelleneinrichtungen wie (Brücken-)Krane Schienenfahrwerke. Eine häufig genutzte Bauart sind gegenüber dem Wagenkasten ausdrehbare Drehgestelle. Ihr Vorteil ist, dass sie Schläge und Stöße um die Hoch- und Querachse halbieren.

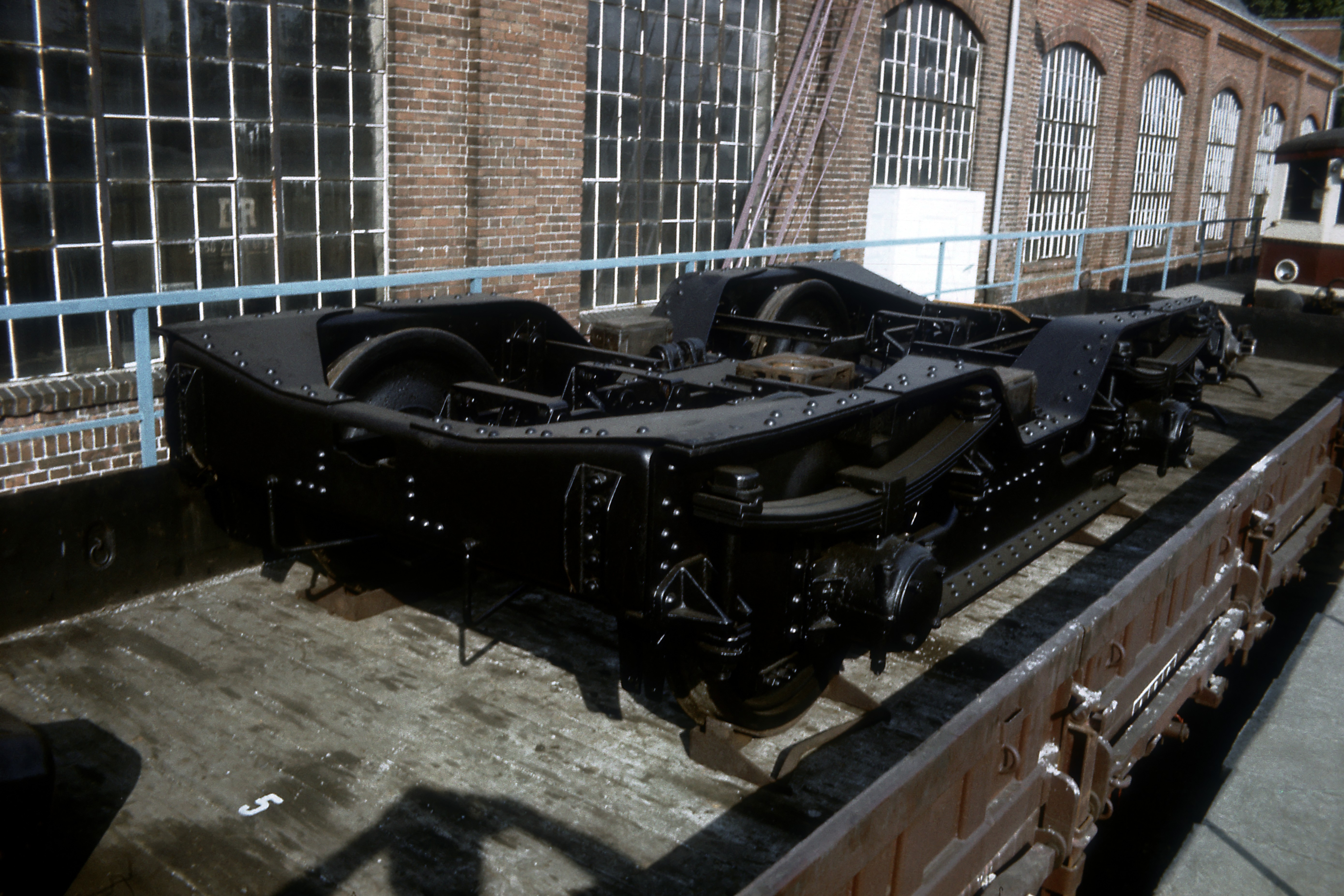
Laufdrehgestell

Straßenbahnwagen laufen häufig auf einer Kombination von Triebfahrwerken oder Triebdrehgestellen an den Enden und einem oder mehreren Laufgestellen oder Laufdrehgestellen in der Mitte des Fahrzeuges.
Getrennt zu betrachten sind die Laufwerke von Einschienenbahnen.

## Raupenfahrwerk

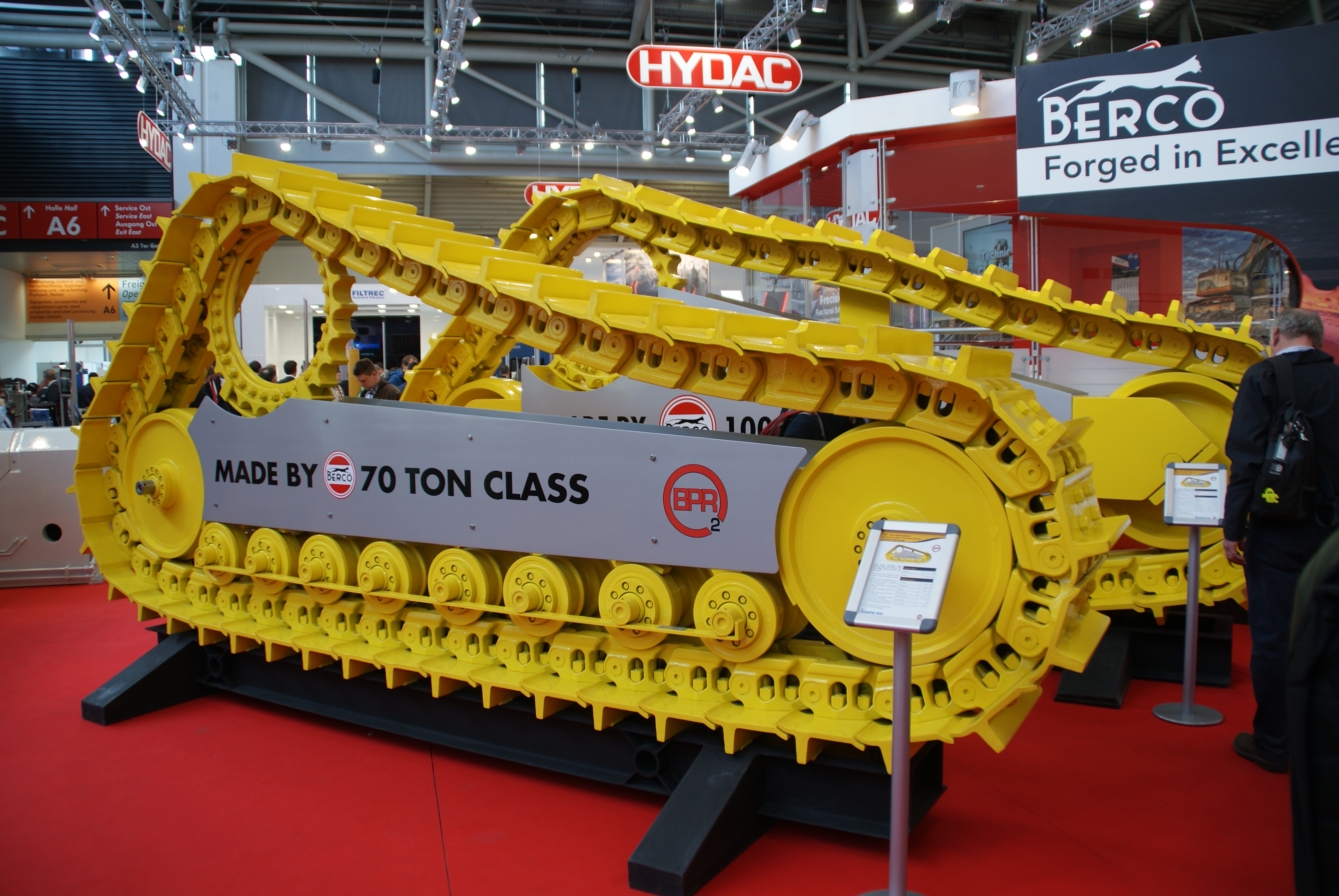
Kettenfahrwerk einer Planierraupe mit zwei Raupenlaufwerken

Ein Raupenfahrwerk (auch Kettenfahrwerk) besteht üblicherweise aus zwei Kettenlaufwerken, einem Fahrwerksantrieb und dem Fahrwerksrahmen. Reichen zwei Kettenlaufwerke nicht aus, so gibt es die Mehrraupenfahrwerke mit mehreren Raupenlaufwerken, die symmetrisch oder unsymmetrisch zur Maschinenlängsachse angeordnet sind, Ausführungen sind einfach, paarweise oder doppelt gepaart.

## Schreitwerk
Das Schreitwerk stellt eine Sonderform des Fahrwerks dar und dient überwiegend zur Fortbewegung von Baumaschinen. Es besteht aus mehreren Schreitfüßen, die unabhängig voneinander bewegt werden können.